# La guardería
La guardería fue un programa de televisión infantil emitido por Antena 3 entre 1990 y 1993.

## Historia
Emitido en horario matinal de lunes a viernes entre las 7'30 y las 9'30, el espacio se estrenó el 29 de enero de 1990, con la presentación de Rita Irasema, acompañada de su propio hijo Manuel Feijóo. Destinado a un público comprendido entre los cuatro y los ocho años, alternaba juegos, canciones y dibujos animados, como Transformers, Heman y los Masters del Universo, Duckula, Pinocho y Delfy.
Pocos meses después, la cadena fichaba a Juan Carlos Martín, después conocido como Benavides y a Andrea Masulli que interpretaba al pajarito "Segundino". Posteriormente lo presentaría la actriz y cantante Teresa Rabal, que se puso al frente del programa hasta el final, acompañada por Andrea Masulli que seguía interpretando a Segundino y con colaboraciones de la actriz Luisa Martín en su debut en televisión y la pequeñísima entonces Lara de Miguel y Raquel Carrillo. En esta época, el horario de emisión se amplió a toda la semana, emitiéndose los sábados y domingos de 9:00 a 11:00.
Se invitaban a colegios como público para que participara en el Concurso de Donde está Wally, entre los objetos que se presentaban en el programa , riñoneras, carteras escolares, y material escolar
En septiembre de 1993 Rabal fue contratada por la cadena rival, Telecinco, provocando la cancelación definitiva de La Guardería.